# 2,3,3,3-Tetrafluoropropene
Il 2,3,3,3-Tetrafluoropropene, o R-1234yf, è una idrofluoroolefina con formula CH2=CF-CF3. È stato proposto come candidato per rimpiazzare il l'R-134a come fluido refrigerante nei condizionatori delle automobili.

## Produzione
La produzione di "R-1234yf" è un processo multistadio che comprende:
1. L'idrogenazione catalitica dell'esafluoropropene con idrogeno per formare l'1,1,1,2,3,3-esafluoropropano (HFC-236ea) 
 CF3-CF=CF2 + H2 → CF3-CFH-CF2H
2. Deidrofluorurazione dell'1,1,2,3,3,3-esafluoropropano a dare l'1,2,3,3,3-pentafluoropropene (HFO-1225ye) 
  CF3-CFH-CF2H → CF3-CF=CFH + HF
3. L'idrogenazione dell'1,2,3,3,3-pentafluoropropene a HFC-245EB (1,1,1,2,3-pentafluoropropano) 
  CF3-CF=CFH +H2→ CF3-CFH-CFH2
4. La deidrofluorurazione catalitica[2] dell'HFC-245EB per formare il prodotto "R-1234yf"
  CF3-CFH-CFH2 → HF + CF3-CF=CH2

## Utilizzi
Il fluido "R-1234yf" fa parte di una nuova classe di refrigeranti pronti a sostituire i clorofluorocarburi e gli idrofluorocarburi nei sistemi di condizionamento per applicazioni automotive. Il fluido "R-1234yf" ha un global warming potential (GWP) pari a 4.Più basso di 335 volte rispetto all'R-134a (GWP = 1430) e un tempo di semivita in atmosfera circa 400 volte più basso. Questo refrigerante è stato sviluppato per rispettare la direttiva 2006/40/EC che richiede ai produttori di automobili di usare un fluido refrigerante con GWP inferiore a 150.
Il freon "R-1234yf" per via delle sue caratteristiche chimico-fisiche molto simili al freon R-134ª può essere inserito facilmente nelle automobili attuali con piccole modifiche progettuali del sistema di condizionamento. Tuttavia non tutte le auto in circolazione sono compatibili:  si rende necessario l'intervento sulle "gomme" utilizzate nel sistema (o-ring, seal-washer,...): non tanto per il fluido di refrigerazione quanto per gli olii (specifici per r-1234yf) usati nei compressori, si ha un effetto corrosivo nei confronti dei materiali atti alla tenuta dei vecchi impianti R-134a.

## Sicurezza
Il fluido R-1234yf è più reattivo rispetto a R-744 e R-134a per la presenza nella molecola di un doppio legame.
Pur essendo leggermente infiammabile, nelle condizioni normali di lavoro i vapori non vengono innescati.